# Heiratsbefehl
 (janvier 2017).
Si vous disposez d'ouvrages ou d'articles de référence ou si vous connaissez des sites web de qualité traitant du thème abordé ici, merci de compléter l'article en donnant les références utiles à sa vérifiabilité et en les liant à la section « Notes et références ».
Le Heiratsbefehl (SS-Befehl – A – Nr. 65) est l’ordonnance sur le mariage des membres de la SS selon des critères raciaux et eugénistes établie par Heinrich Himmler en 1932. Les membres de la SS souhaitant convoler sont tenus d’obtenir l’approbation du Reichsführer-SS après vérification par le Rassenamt-SS, le but affiché étant la création d’une communauté « germanique-nordique ».
Le mariage étant donc de servir le dessin unique d’accroître et de préserver la race et d’éviter le mélange de sang corrupteur, le premier critère exigé aux futurs mariés est de devoir établir une généalogie depuis 1750 prouvant leur ascendance pure aryenne (le « grand certificat d'aryanité »).